# Променистий перенос енергії
Променистий або ж променевий перенос енергії — це фізичне явище переносу енергії з допомогою електромагнітного випромінювання. Зазвичай темрін вживають для опису переносу енергії випромінюванням, що поширюється через певне середовище, де на нього впливають процеси поглинання, емісії та розсіювання випромінювання. Рівняння променистого переносу математично описує це явище. Це одне з основних рівнянь зоряних фотосфер.

## Означення
Фундаментальною величиною, що описує поле випромінювання є спектральна яскравість (або ж - питома інтенсивність випромінювання). Промениста енергія {\displaystyle dE_{\nu }} в спектральному діапазоні {\displaystyle [\nu ,\nu +d\nu ]}, що проходить через елемент площі {\displaystyle da\,}, що знаходиться в точці {\displaystyle \mathbf {r} } за одиницю часу {\displaystyle dt\,}, в напрямі {\displaystyle {\hat {\mathbf {n} }}} в тілесний кут {\displaystyle d\Omega } виражається через спектральну яскравість наступним чином:
{\displaystyle dE_{\nu }=I_{\nu }(\mathbf {r} ,{\hat {\mathbf {n} }},t)\cos \theta \ d\nu \,da\,d\Omega \,dt}
де {\displaystyle \theta } - це кут між нормаллю елемента площі та напрямом {\displaystyle {\hat {\mathbf {n} }}}. Спектральна якскравість вимірюється в одиницях енергії поділених на одиниці площі, часу, кута і частоти. В системі SI це  Вт·м−2·ср−1·Гц−1.

## Рівняння променистого переносу
Простими словами, рівняння радіаційного переносу говорить, про те, що по мірі того, як пучок випромінювання рухається, він втрачає енергію через поглинання середовищем енергії, отримує енергію в процесі випромінювання середовищем і перерозподіляє енергію шляхом розсіювання. Дифернційна форма рівняння для радіаційного переносу:
{\displaystyle {\frac {1}{c}}{\frac {\partial }{\partial t}}I_{\nu }+{\hat {\Omega }}\cdot \nabla I_{\nu }+(k_{\nu ,s}+k_{\nu ,a})I_{\nu }=j_{\nu }+{\frac {1}{4\pi }}k_{\nu ,s}\int _{\Omega }I_{\nu }d\Omega }
Тут {\displaystyle c} це швидкість світла, {\displaystyle j_{\nu }} це коефіцієнт емісії, {\displaystyle k_{\nu ,s}} це оптична непрозорість, {\displaystyle k_{\nu ,a}} — поглинальна непрозорість, а доданок {\displaystyle {\frac {1}{4\pi }}k_{\nu ,s}\int _{\Omega }I_{\nu }d\Omega } репрезентує випромінювання, що було розсіяне з інших напрямів на поверхню.